# Панфилово (Город Гусь-Хрустальный)
Панфи́лово — посёлок во Владимирской области России, входит в состав городского округа Город Гусь-Хрустальный.

## География
Расположен в 13,5 км к северо-западу от Гусь-Хрустального, в 46 км от Владимира.
Ближайшие населенные пункты: деревня Лесная в 250 м к северу, поселок Комиссаровка, деревня Ивановка.

## Население
| 2009 | 2010 | 2014 | 2015 | 2016 | 2017 | 2018 | 2019 | 2020 |
| ---- | ---- | ---- | ---- | ---- | ---- | ---- | ---- | ---- |
| 132  | →132 | ↘122 | ↘114 | ↘110 | ↘108 | ↗110 | ↘100 | ↘87  |
| 2021 |      |      |      |      |      |      |      |      |
| ↗88  |      |      |      |      |      |      |      |      |

Национальный состав
По итогам переписи населения 2020 года проживали следующие национальности (национальности менее 0,1 % и другое, см. в сноске к строке «Другие»):
| Национальность | Численность, чел. | Доля     |
| -------------- | ----------------- | -------- |
| Русские        | 87                | 98,86 %  |
| Другие         | 1                 | 1,14 %   |
| Итого          | 88                | 100,00 % |

## Транспорт
Проходит железная дорога, местные дороги.